# الطريق السريع 35 (إسرائيل)
الطريق السريع 35 في إسرائيل يوجد في جنوب ووسط إسرائيل، يصل تقريباً بين الغرب والشرق، حيث يبدأ من عسقلان غرباً ويمر بكريات جاد و لخيش (بالعبرية: לָכִישׁ) ومن ثم يعبر من الخط الأخضر وينتهي عند تقاطع الطريق السريع 60 بالقرب من مدينة الخليل.

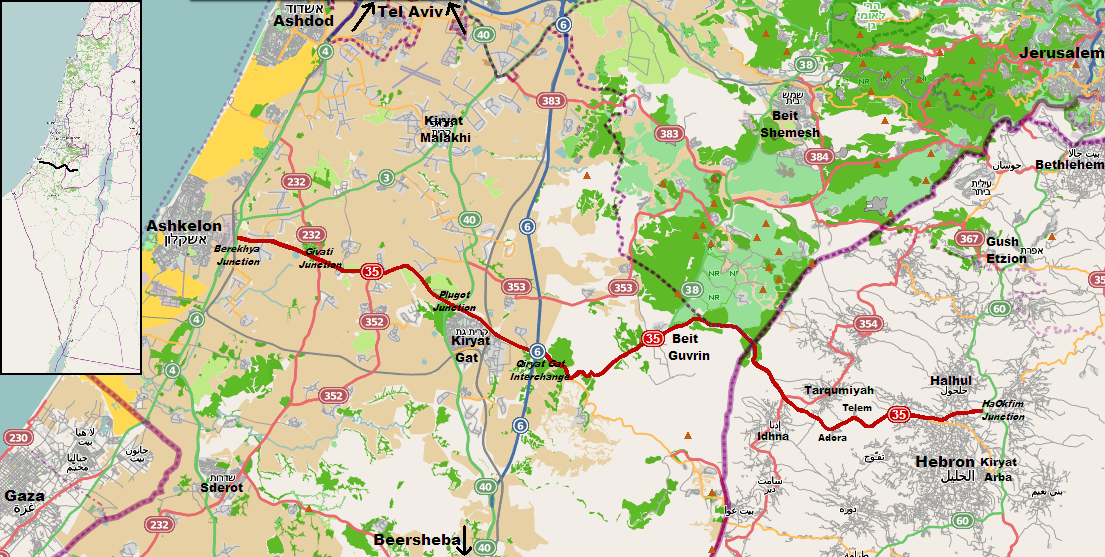
مسار الطريق

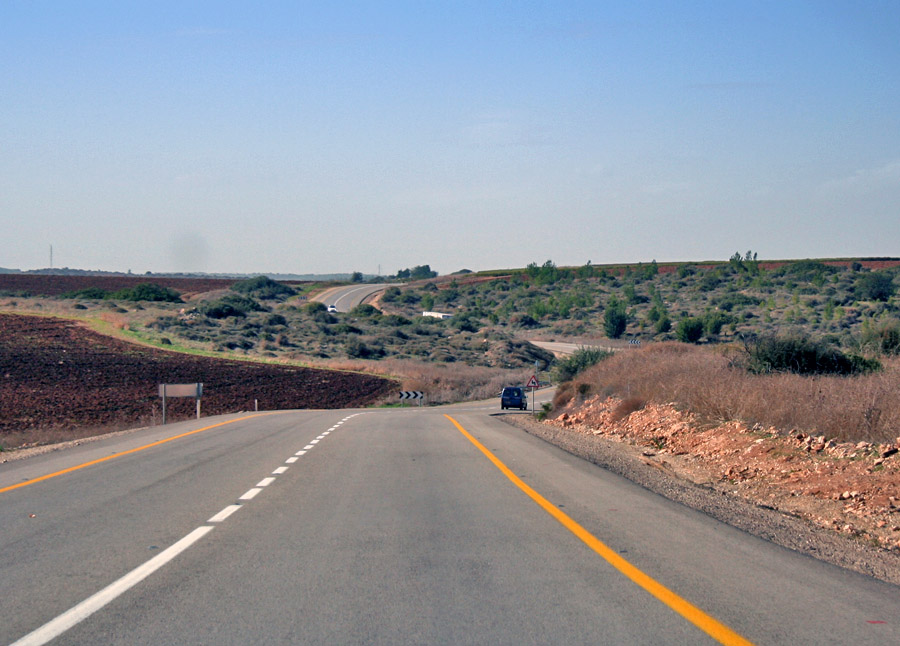
مقطع من الطريق قرب بيت جبرين